# Columnea lanata
Columnea lanata là một loài thực vật có hoa trong họ Tai voi. Loài này được (Seem.) Kuntze mô tả khoa học đầu tiên năm 1891.